# Guo Yue
Guo Yue (chiń. upr. 郭跃; chiń. trad. 郭躍; pinyin Guō Yuè; ur. 17 lipca 1988 w Anshan) – chińska tenisistka stołowa, trzykrotna medalistka igrzysk olimpijskich, wielokrotna medalistka mistrzostw świata.
Trzy razy zdobywała medale igrzysk olimpijskich. W Atenach podczas Letnich Igrzysk Olimpijskich 2004 w parze z Niu Jianfeng zdobyła brązowy medal w grze podwójnej kobiet, natomiast cztery lata później podczas Letnich Igrzysk Olimpijskich 2008 w Pekinie zdobyła dwa medale: złoty w turnieju drużynowym kobiet oraz brązowy indywidualnie.
Jest 14-krotną medalistką mistrzostw świata, w tym osiem razy zdobywała złoto - trzykrotnie drużynowo, dwa razy w grze mieszanej (w parze z Wang Liqin), dwa razy w grze podwójnej (w parze z Li Xiaoxia) i jeden raz indywidualnie. Jest mistrzynią Igrzysk Azjatyckich 2006 w grze pojedynczej, podwójnej i drużynowo oraz zdobywczynią Pucharu Azji 2008 w singlu.
Jest zawodniczką leworęczną.